# وی/اچ/اس
وی/اچ/اس (به انگلیسی: V/H/S) یک فیلم ترسناک ساخت ایالات متحده است که در سال ۲۰۱۲ منتشر شد.